# Apache Geronimo
Apache Geronimo är en applikationsserver som är baserad på öppen källkod och som implementerar Java Enterprise Edition 5.0-specifikationen.
(Java EE 5) specifikationen från Sun Microsystems. Apache Geronimo utvecklas av The Apache Software Foundation under Apache Software License.

## Bakgrund
Projektet initierades den 5 augusti 2003 på initiativ av Geir Magnusson Jr., James Strachan och Richard Monson-Haefel, vilka skickade ett förslag på projektet till The Apache Software Foundation. Förslaget finns att läsa på .
Projektet syftar till att skapa en komplett och certifierad J2EE-stack som distribueras under Apache Software License. Man skulle återanvända redan existerande lösningar på de i specifikationen ingående systemdelarna där de finns tillgängliga under licenser som är kompatibla med Apache Software License. Endast de systemdelar där det inte fanns redan tillgängliga lösningar, eller där deras licensvillkor inte var kompatibla, skulle man utveckla dessa inom projektet. Geronimoprojektet skulle således kunna fokusera mer på att skapa ramverket för att knyta ihop de olika systemdelarna, som ingår i J2EE, till en applikationsserver.

## Relaterade produkter
- ActiveMQ - http://activemq.org/
- Castor - https://web.archive.org/web/20051030030450/http://castor.codehaus.org/
- MX4J - http://mx4j.sourceforge.net/
- OpenEJB - http://www.openejb.org/
- ServiceMix - http://servicemix.org/

## Versionshistorik
- Version 1.1.1, den 18 september 2006
- Version 1.1, den 26 juni 2006
- Version 1.0, den 5 januari 2006

## Böcker
- Apache Geronimo: J2EE Development and Deployment, by Aaron Mulder
- Geronimo: A Developer's Notebook, by David Blevins
- Professional Apache Geronimo, by Jeff Genender, Bruce Snyder, and Sing Li